# Oliver Lund
Pour les articles homonymes, voir Lund.
Oliver Lund, né le 21 août 1990 à Herlev au Danemark, est un footballeur danois qui évolue au poste d'arrière gauche.

## Biographie

### Débuts professionnels
Né à Herlev au Danemark, Oliver Lund commence le football avec le Herlev IF (en) avant d'être formé par l'AB Copenhague, club avec lequel il commence sa carrière professionnelle, en deuxième division danoise.
En juillet 2013 il rejoint le FC Vestsjælland, tout juste promu en première division. C'est avec ce club qu'il découvre la Superliga, l'élite du football danois, jouant son premier match le 21 juillet 2013 face au Brøndby IF lors de la première journée de la saison 2013-2014. Titulaire, il se fait remarquer en délivrant une passe décisive pour Dennis Sørensen sur le but égalisateur et les deux équipes se séparent sur un match nul (1-1).

### Lyngby BK
Le 27 juin 2017, Oliver Lund s'engage en faveur du Lyngby BK. Mécontent de son temps de jeu à Odense, il avait décidé de ne pas prolonger avec le club pour pouvoir s'engager librement avec le club de son choix. Il fait sa première apparition sous ses nouvelles couleurs le 20 juillet 2017, découvrant par la même occasion la coupe d'Europe en jouant son premier match de Ligue Europa, face au ŠK Slovan Bratislava. Il entre en jeu à la place de Jeppe Brandrup (en) et son équipe s'impose par deux buts à un.

### Retour à OB
En janvier 2019, lors du mercato hivernal, Oliver Lund fait son retour à l'Odense BK. Il inscrit son premier but pour Odense le 10 mai 2019 contre l'Esbjerg fB. Titulaire, il ouvre le score ce jour-là et son équipe s'impose par quatre buts à un.

### AGF Aarhus
En fin de contrat avec l'Odense BK à l'été 2021, Oliver Lund s'engage librement en faveur de l'AGF Aarhus. Le transfert est annoncé le 16 juin 2021,. 
Il joue son premier match pour l'AGF le 18 juillet 2021, lors de la première journée de la saison 2021-2022 contre le Brøndby IF. Il est titularisé et les deux équipes se neutralisent (1-1 score final).
Le 26 juin 2023, Oliver Lund annonce la fin de sa carrière professionnelle. Le défenseur, peu utilisé lors de la saison 2022-2023, raccroche les crampons à l'âge de 32 ans.